# Кампызеп
Кампызе́п — река в России, протекает в Глазовском и Балезинском районах Удмуртской Республики. В непосредственной близости от реки в её нижнем течении находится граница Кировской области. Устье реки находится в 1724 км по левому берегу реки Кама. Длина реки составляет 46 км. Площадь бассейна составляет 184 км². Ширина русла в низовьях доходит до 6-8 м.

## Данные водного реестра
По данным государственного водного реестра России относится к Камскому бассейновому округу.
Водохозяйственный участок реки — Кама от истока до водомерного поста у села Бондюг.
Речной подбассейн реки — бассейны притоков Камы до впадения Белой. Речной бассейн реки — Кама.
По данным геоинформационной системы водохозяйственного районирования территории РФ, подготовленной Федеральным агентством водных ресурсов:
- Код водного объекта в государственном водном реестре — 10010100112111100000085
- Код по гидрологической изученности (ГИ) — 111100008
- Код бассейна — 10.01.01.001
- Номер тома по ГИ — 11
- Выпуск по ГИ — 1